# Mandjack (Bot-Makak)
Mandjack est un village de la région du Centre du Cameroun, situé dans la commune de Bot-Makak. 

## Population et développement
En 1963, la population de Mandjack était de 425 habitants. La population de Mandjack était de 363 habitants lors du recensement de 2005. La population est constituée pour l’essentiel de Bassa.  